# Franz Wipplinger (Architekt)
Franz Wipplinger (* 4. August 1760 in Oberhautzental; † 7. oder 9. Mai 1812 in Wien) war ein österreichischer Architekt. Er gehörte noch der Generation an, in der die Funktion des Architekten und des Baumeisters zusammenfielen.
Laut den im April 1812 im Amtsblatt zur Wiener Zeitung erschienen Konvokationen wurde Wipplinger seit dem 29. Februar 1812 vermisst. Gemäß Convocation vom 6. August 1812 war Franz Wipplinger, bürgerlicher Baumeister, am 9. Mai 1812 mit Testament mit Tod abgegangen.

## Leben
Wipplinger, Sohn eines Winzers, absolvierte eine Maurerlehre und war ab den 1780er Jahren in Wien und Niederösterreich tätig. Im Jahr 1794 erfolgte die Aufnahme in die Wiener Baumeisterinnung. Er errichtete in erster Linie Wohn- und Geschäftshäuser in Wien. An öffentlichen Bauten realisierte er die Poststation in Melk (1792) und die in Purkersdorf (1796) sowie die griechisch-orthodoxe Kirche zum hl. Georg in Wien (1803).
Wipplinger ehelichte die Tochter eines Hofsteinmetzen und hatte mit ihr fünf Kinder, wobei sein jüngster Sohn Franz ein renommierter Landschaftsmaler wurde, der Aufnahme im Biographischen Lexikon des Kaiserthums Oesterreich fand.